# Вознюк Василь Іванович
Васи́ль Іва́нович Возню́к (нар. 20 грудня 1906 (1 січня 1907), Гайсин, Гайсинський повіт, Подільська губернія, Російська імперія — пом. 12 вересня 1976 року, Волгоград, СРСР) — радянський військовий діяч, генерал-полковник артилерії (1955). Герой Соціалістичної Праці.

## Початкова біографія
Василь Іванович Вознюк народився 20 грудня 1906 (1 січня 1907) року у місті Гайсин нині Вінницької області України у сім'ї артистів, які працювали в українських театрах, Івана Васильовича і Варвари Федорівни Вознюк.
До 1923 року працював суфлером і робітником сцени у різних театрах, а потім був прийнятий матросом на пароплав каботажного плавання у Маріуполі.

## Військова служба

### Довоєнна пора
1925 року був добровільно призваний у ряди РСЧА і по путівці ЦК комсомолу України був направлений на навчання в Ленінград у Військово-морське училище імені М. В. Фрунзе, але через відсутність середньої освіти вступив у 1-у Ленінградську артилерійську школу імені Червоного Жовтня, після закінчення якої 1929 року служив у 30-му артилерійському полку (30-та стрілецька дивізія, Харківський військовий округ), дислокованому у Дніпропетровську, на посадах командира взводу, командира батареї, начальника полкової школи, помічника начальника штабу полку, а з 1937 року — на посаді начальника штабу цього полку, тимчасово виконував обов'язки командира полку.
З 1938 по 1939 роки був викладачем Пензенського артилерійського училища, помічником начальника навчального відділу з одночасним виконанням обов'язків командира одного з дивізіонів цього училища.

### Німецько-радянська війна
З червня 1941 року брав участь у боях на фронтах Німецько-радянської війни, зустрівши її початок у званні майора і на посаді начальника штабу 7-ї протитанкової бригади (Західний фронт). Потім служив на посадах начальника оперативного відділу штабу артилерії 13-ї армії (Брянський фронт) (1941), начальника штабу гвардійських мінометних частин (ГМЧ), озброєних гвардійськими мінометами «БМ-13», потім — Начальником Оперативних груп ГМЧ фронтів.
1944 року був призначений на посаду заступника командувача артилерією 3-го Українського фронту по гвардійським мінометним частинам.
У роки війни брав участь у Московській і Сталінградській битвах, Одеській, Яссько-Кишинівській, Белградській, Будапештській, Віденській наступальних операціях.

### Післявоєнна кар'єра
У червні 1945 року був призначений на посаду заступника з гвардійських мінометних частин командувача артилерією Південної групи військ (Австрія).
13 травня 1946 року Рада Міністрів СРСР прийняла постанову № 01017-419 про створення першого ракетного полігону в районі села Капустин Яр (Ахтубінський район, Астраханська область). Керування його будівництвом доручили Державній комісії, головою якої був призначений Дмитро Федорович Устинов і у склад комісії увійшли Василевський О. М., Воронов М. М., Яковлєв М. Д., Нєдєлін М. І. та інші. Будівельний роботи на полігоні очолив Воробйов М. П., начальником штабу полігону призначений полковник А. Г. Карась
Був призначений першим начальником ракетного полігону «Капустин Яр» та обіймав посаду протягом 27 років. За цей період полігон став найбільшим випробувальним і дослідницьким центром.
18 жовтня 1947 року о 9 годині 50 хвилин стартувала перша у СРСР ракета великої дальності — одноступінчата балістична ракета «А-4». Через рік був здійснений запуск першої радянської ракети «Р-1», після чого на полігоні пройшли перевірку всі основні напрямки космонавтики. Вознюк неодноразово був головою і членом Державних комісій при запусках нових зразків ракетного озброєння і штучних супутників Землі.
1954 року працював головою рекогносцирувальної комісії з вибору місця для космодрому «Байконур».
Указом Президії Верховного Ради СРСР від 17 червня 1961 року (з грифом: «Не підлягає публікації») за видатні досягнення і великий внесок у справу виконання завдань уряду зі створення спеціальної техніки гвардії генерал-полковнику артилерії Василю Івановичу Вознюку присвоєно звання Героя Соціалістичної Праці з врученням ордена Леніна і медалі «Серп і Молот».
У квітні 1973 року гвардії генерал-полковник артилерії Василь Іванович Вознюк пішов у відставку. Жив у Волгограді, де і помер 12 вересня 1976 року. Відповідно до особистого заповіту він був похований у Комсомольському парку міста Капустин Яр (нині — місто Знаменськ (Астраханська область). На могилі встановлено бронзове погруддя.
Автор книги спогадів про свою участь в Німецько-радянській війні «Уходили в бой „катюши“»

## Нагороди
- Герой Соціалістичної Праці (17.06.1961)
- П'ять орденів Леніна (19.01.1943; 30.04.1954; 20.04.1956; 26.06.1959; 17.06.1961)
- П'ять орденів Червоного Прапора (19.12.1941; 24.03.1942; 27.03.1942; 06.05.1946; 30.12.1956)
- Орден Богдана Хмельницького I ступеня (28.04.1945)
- Орден Суворова II ступеня (19.03.1944)
- Орден Кутузова II ступеня (29.09.1943)
- Орден Богдана Хмельницького II ступеня (13.09.1944)
- Орден Вітчизняної війни I ступеня (29.06.1945)
- Орден Червоної Зірки (03.11.1944)
- Медаль «В ознаменування 100-річчя з дня народження Володимира Ілліча Леніна»
- Медаль «За оборону Москви»
- Медаль «За оборону Сталінграда»
- Медаль «За взяття Будапешта»
- Медаль «За взяття Відня»
- Медаль «За визволення Белграда»
- Медаль «За перемогу над Німеччиною у Великій Вітчизняній війні 1941—1945 рр.»
- Медаль «20 років перемоги у Великій Вітчизняній війні 1941—1945 рр.»
- Медаль «30 років перемоги у Великій Вітчизняній війні 1941—1945 рр.»
- Медаль «30 років Радянській Армії та Флоту»
- Медаль «40 років Збройних Сил СРСР»
- Медаль «50 років Збройних Сил СРСР»
- Медаль «Ветеран Збройних Сил СРСР»

Всі нагороди В. І. Вознюка по бажанню родичів були передані на вічне зберігання у музей міста Дніпро (Україна), де минула молодість майбутнього воєначальника, і у визволенні котрого він брав участь.

## Звання
- Підполковник (1941);
- Полковник (1942);
- Генерал-майор артилерії (7.12.1942);
- Генерал-лейтенант артилерії (25.09.1943);
- Генерал-полковник артилерії (8.08.1955).

## Пам'ять
Одна з вулиць Знаменська названа на честь генерал-полковника Василя Івановича Вознюка.
У музеї полігону «Капустин Яр» є окрема зала, присвячена його життю і діяльності.
25 грудня 2006 року у Волгограді на фасаді будинку № 6 по вулиці Краснознаменській, у якому наприкінці життя мешкав генерал-полковник В. І. Вознюк, була урочисто відкрита меморіальна дошка в пам'ять про нього.

## Сім'я
1931 року одружився з Мартою Яківною Данильченко, з якою прожив все життя. Вони разом виростили трьох синів: двох рідних і одного прийомного — сина друга, який загинув на війні.